# Parapusillimonas
Parapusillimonas es un género de bacterias gramnegativas de la familia Alcaligenaceae. Actualmente (2024) contiene una sola especie: Parapusillimonas granuli. Fue descrita en el año 2010. Su etimología hace referencia a parecido a Pusillimonas. El nombre de la especie hace referencia a grano. Es anaerobia facultativa y móvil por tres flagelos. Tiene un tamaño de 0,9 μm de ancho por 1,5 μm de largo. Catalasa y oxidasa positivas. Forma colonias circulares y de color beige en agar R2A tras 5 días de incubación. Temperatura de crecimiento entre 25-37 °C, óptima de 30 °C. Tiene un contenido de G+C de 67,9%. Se ha aislado de gránulos de un reactor de lodo anaerobio en Corea del Sur. 